# Chaîne de Likhi
La chaîne de Likhi (en géorgien : ლიხის ქედი, likhis k'edi), aussi connue comme chaîne de Sourami (სურამის ქედი, suramis k'edi) est un massif montagneux liant le Grand Caucase au Petit Caucase qui divise la Géorgie en régions orientale et occidentale (respectivement « Likhtimerad » et « Likhtamerad » dans la tradition historiographique géorgienne). Le Likhi sépare de même les bassins de la mer Caspienne et de la mer Noire. Topographiquement, le nord du Likhi appartient au Grand Caucase, le sud au Petit Caucase, tandis que le centre de la chaîne rentre dans le massif de Dzirouli.
Du mont Ougheltekheli au nord à Lomismta au sud, la chaîne de Likhi s'étend sur 102 kilomètres, tandis que son altitude s'échelonne de 900 à 2 470 mètres. Parmi les pics les plus reconnaissables figurent :
- Alkhachenda (2 319 m) ;
- Ribissi (2 470 m) ;
- Bilourta (2 166 m) ;
- Roustavi (1 926 m) ;
- Lokhoni (1 925 m) ;
- Chvildissi (1 443 m) ;
- Kaprebismta (1 177 m) ;
- Edisdjvari (1 320 m) ;
- Saboueti (1 248 m) ;
- Tsakva (1 220 m) ;
- Virigverdi (1 644 m) ;
- Ougheltekhilebidan-Djvari (936 m) ;
- Rikoti (999 m).

La chaîne de Likhi constitue une barrière climatique, mais la frontière climatique et botanique entre la Colchide et la Géorgie orientale se situe sur les pentes orientales du Likhi, et non pas sur sa ligne de partage des eaux. La majorité de la chaîne inclut des forêts d'arbres à feuilles larges (chêne, charme, châtaignier, hêtre), tandis que des conifères sont présents dans le nord et au sud du massif. Des prés existent au nord de la chaîne, près des monts Ribissi et Alkhachenda.
Un chemin de fer et le Tunnel automobilier de Rokiti traverssent le massif, tandis que les autoroutes de Khachouri-Zestaphoni et Gomi-Satchkheré passent sur le relief. Ceux-ci sont situés à la passe de Sourami, à 949 mètres d'altitude.
Historiquement, la partie sud de la chaîne de Likhi est connue comme Ghodo.

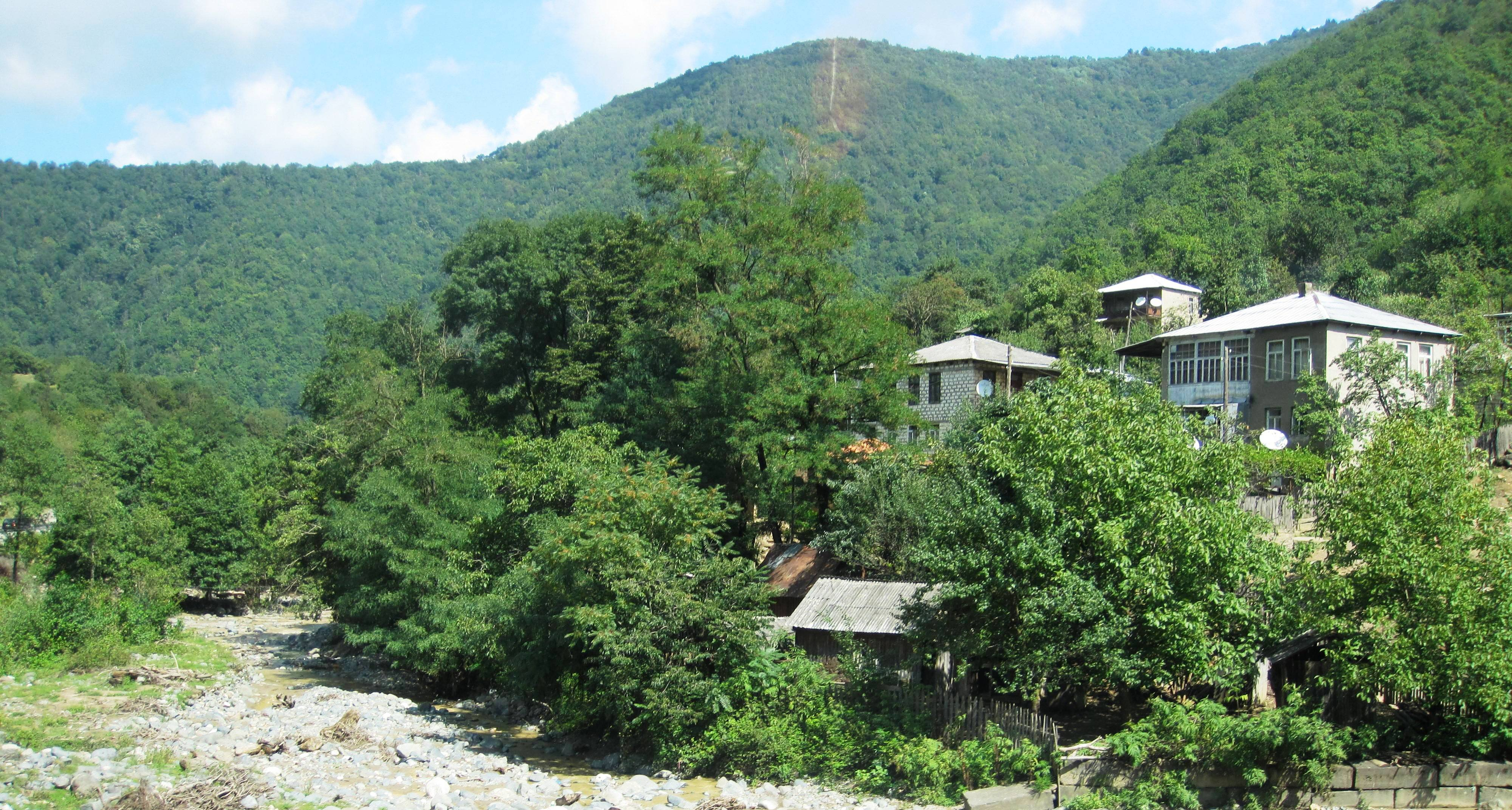
Passe de Sourami en été.
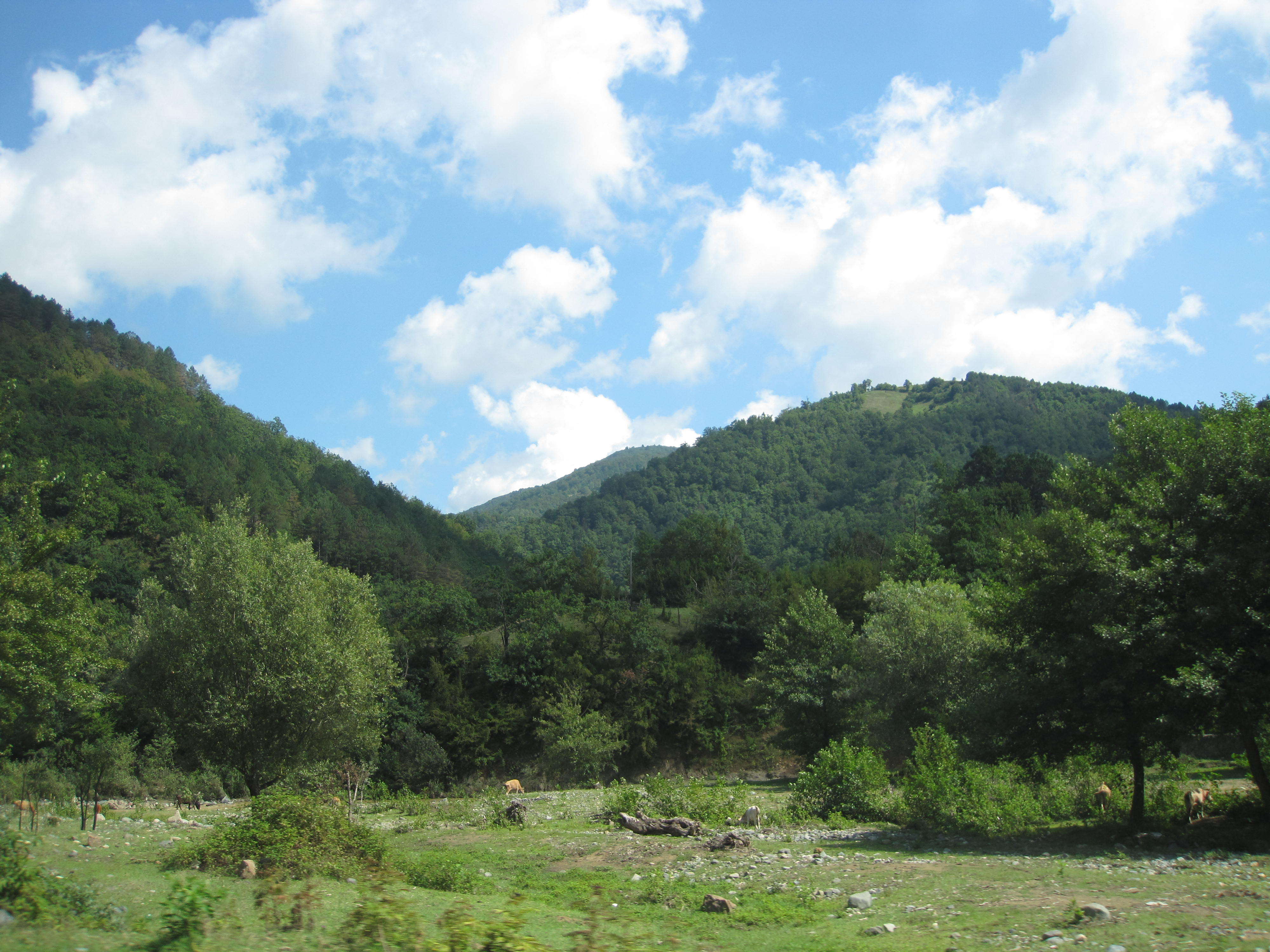
Prés vers le nord du Likhi.
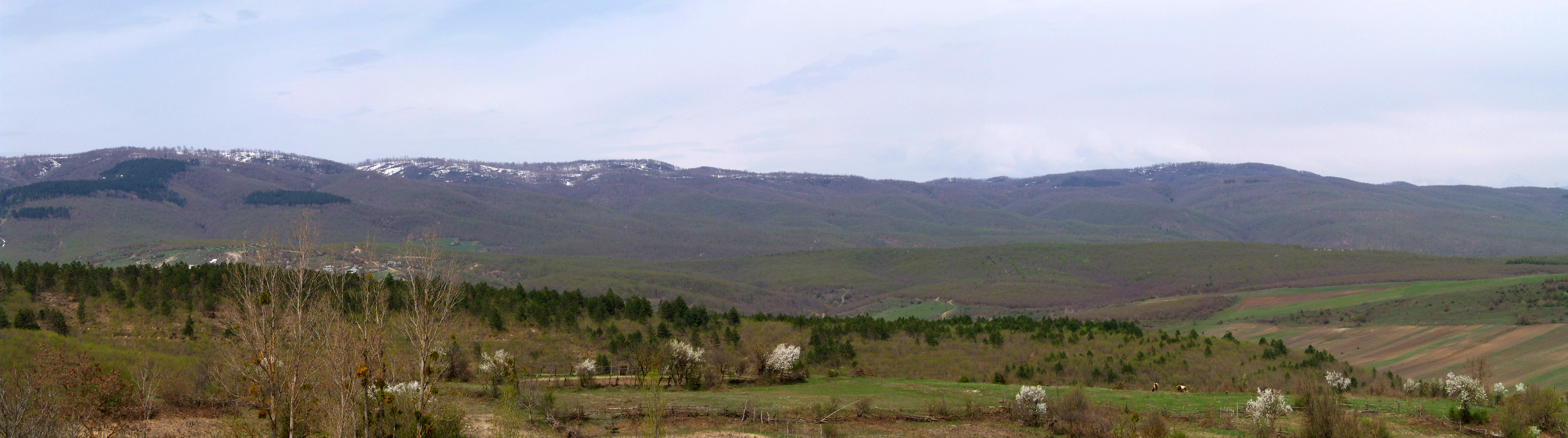
Panorama du Likhi en hiver.
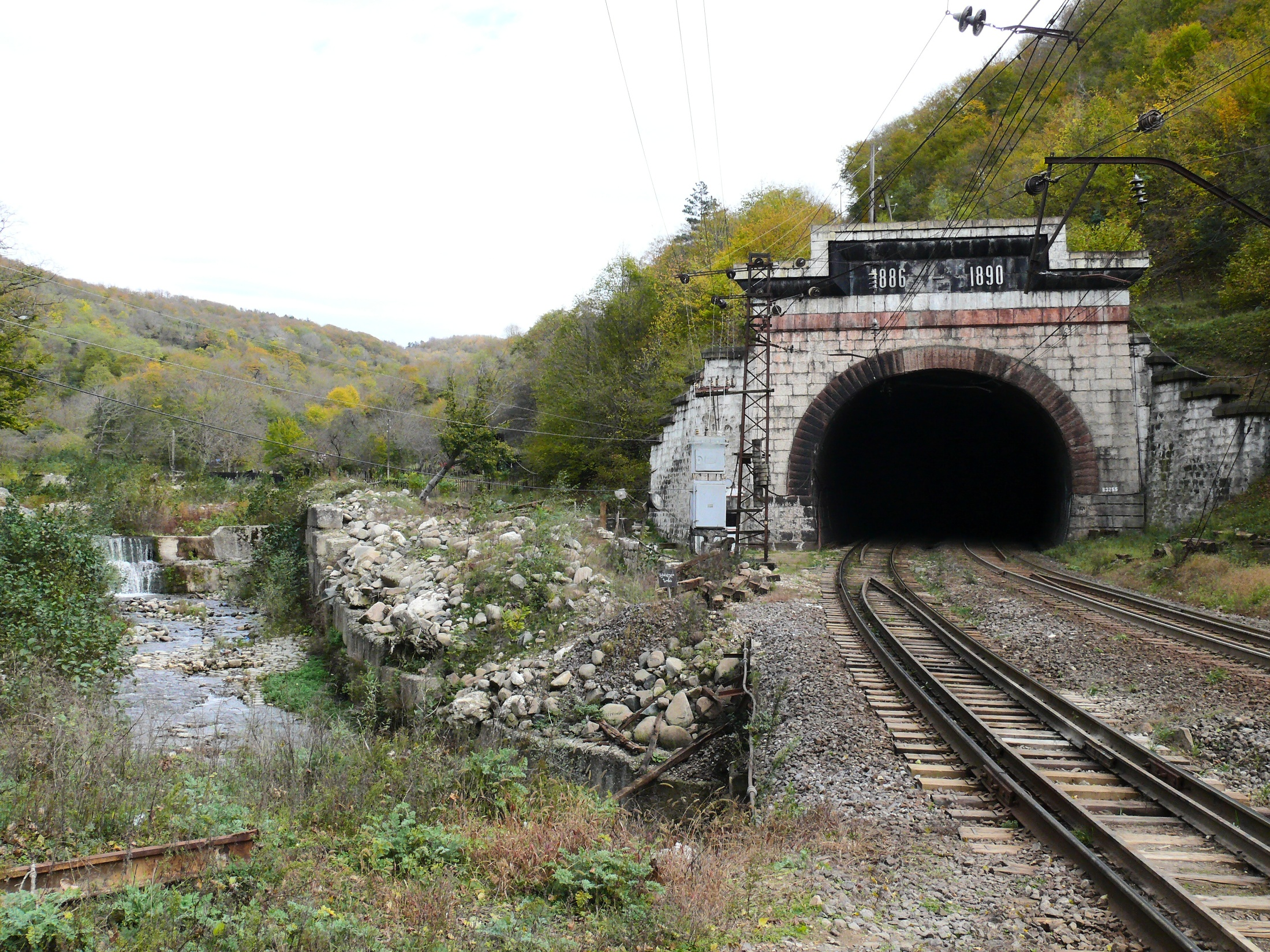
Entrée du tunnel de la Passe de Sourami, construite en 1886-1890.
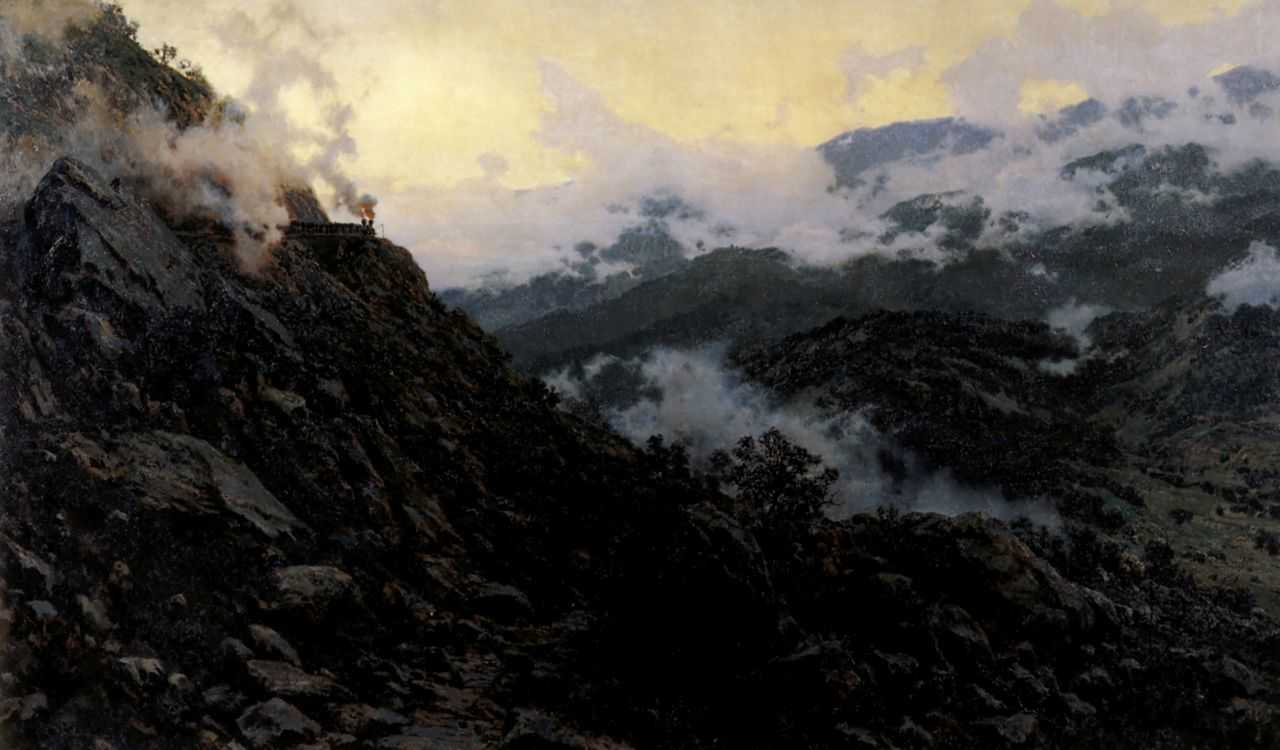
Peinture de 1891 de la passe de Sourami
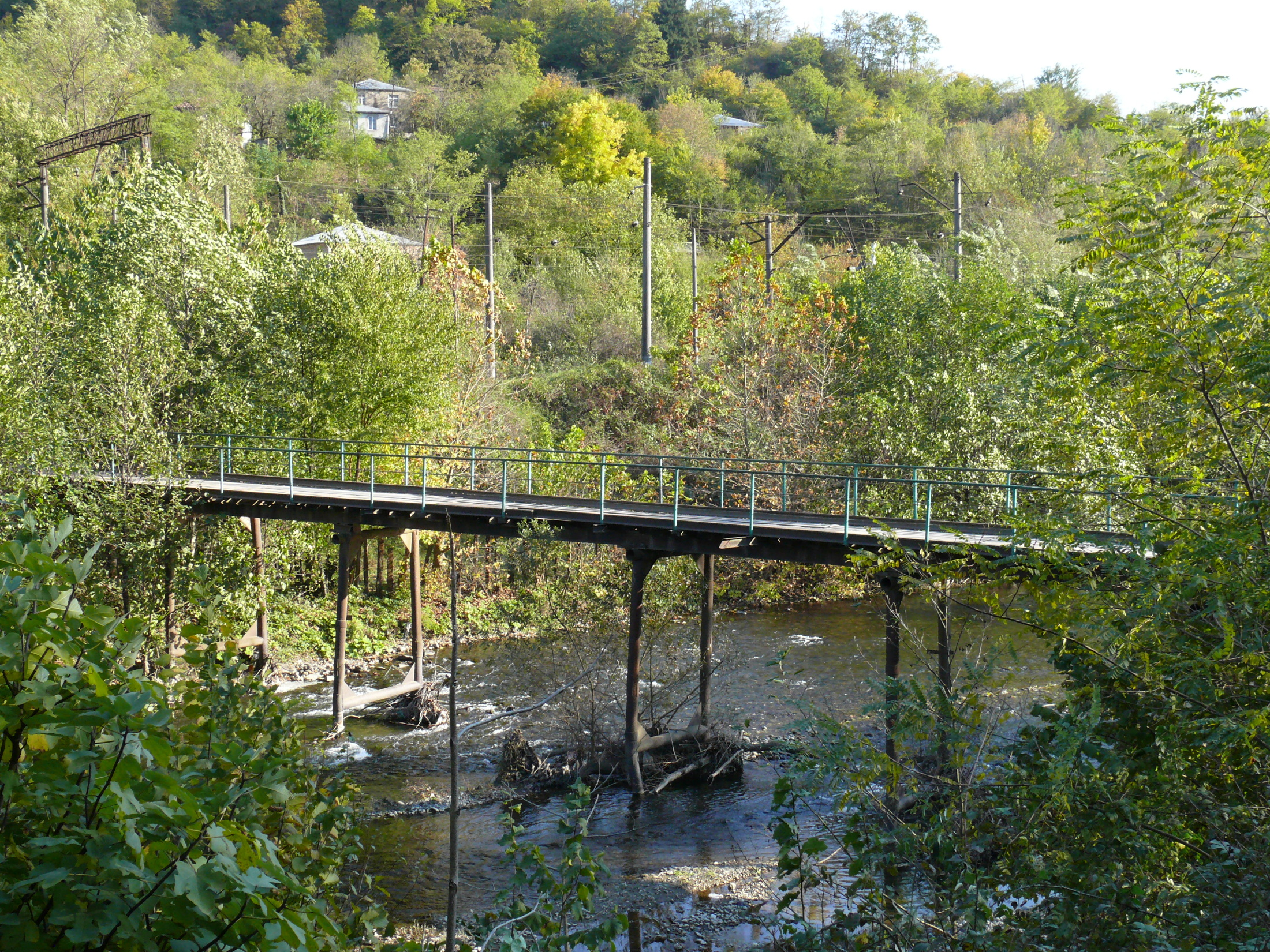
Pont sur la Tchkherimela.